# Кампанини, Клеофонте
Клеофонте Кампанини (итал. Cleofonte Campanini; 1 сентября 1860, Парма — 19 декабря 1919, Чикаго) — итальянский дирижёр .

## Биография
Музыкальное образование получил, изучая игру на скрипке и дирижирование в Пармской и Миланской консерваториях, в 1883 дебютировав в Парме с исполнения опер «Кармен» и «Трубадур».
В 1883 году был приглашен в Нью-Йоркский Метрополитен-опера на премьеру оперы «Отелло». Тогда же получил предложение занять должность помощника дирижёра. С 1888 гастролировал в Италии, дирижировал премьерой оперы «Мадам Баттерфляй» в миланском театре «Ла Скала», в Англии — итальянской оперы в лондонском королевском театре «Ковент-Гарден», в странах Южной Америки.
В 1888 вернулся в США, где под его управлением состоялась премьера оперы Джузеппе Верди «Отелло» в Музыкальной академии Нью-Йорка. Партию Дездемоны исполняла Ева Тетраззини, на которой женился Кампанини в 1887 году.
С 1888 по 1903 жил в Лиссабоне, дирижировал в течение нескольких оперных сезонов, в частности, на премьере опер Аугусто Мачадо «Mario Wetter» (1898) и Альфредо Кейля «A Serrana» (1899) (считается одной из лучших португальских опер), с Евой Тетраззини в главных ролях.
В 1906—1909 — главный дирижёр и художественный руководитель вновь созданного нью-йоркского театра «Манхэттен Опера», с 1910 до конца жизни. В 1910 году он стал первым главным дирижёром Чикагской оперы, с 1913 также генеральным директором оперной труппы в Чикаго.
В 1913 провёл цикл оперных спектаклей в Париже, посвящённых 100-летию со дня рождения Джузеппе Верди. Выступал в симфонических концертах.
Наиболее плодотворный период исполнительской деятельности К. Кампанини, блестящего знатока оркестра и оперного театра, относится ко времени работы в Северной Америке.
Он способствовал расширению репертуара театров, впервые поставил на американской сцене оперы «Пеллеас и Мелизанда» Дебюсси, «Луиза» Шарпантье, «Таис» и «Сафо» Массне, «Ожерелье мадонны» Э. Вольф-Феррари и др.